# Баланс екологічних компонентів
Баланс екологічних компонентів — кількісне співвідношення екологічних компонентів, яке забезпечує стійку  рівновагу  екосистеми.
Природна рівновага — одна з найбільш характерних властивостей живих систем. Вона може не порушуватися при  антропогенному впливі і переходити в рівновагу екологічну. «Рівновага екологічна» — це баланс природних або змінених людиною середовищеутворюючих компонентів і природних процесів, що приводить до тривалого (умовно — нескінченого) існування даної екосистеми . Розрізняють компонентну екологічну рівновагу, засновану на балансі екологічних компонентів всередині однієї екосистеми, і її територіальну екологічну рівновагу. Остання виникає при деякому співвідношенні інтенсивно (агроценози, урбокомплекси і ін.) або екстенсивно (випаси, природні ліси і ін.) експлуатованих і не експлуатованих (заповідники) ділянок, що забезпечує відсутність зрушень в екологічному балансі великих територій в цілому. Зазвичай цей тип рівноваги враховується при розрахунку  екологічної ємності території".
Природна рівновага може необоротно порушуватися при антропогенному впливі і переходити в природно-антропогенну рівновагу. Це вторинна екологічна рівновага, що утворюється на основі балансу змінених людською діяльністю середовищеутворюючих компонентів і природних процесів. Ця рівновага може бути різних рівнів — від потенційного відновлення в ході  сукцесії вузлових  угруповань (рівновага екологічна доцільна) до сталого опустелювання території .